# Wright Model F
Il Wright Model F (da non confondere con il Burgess-Wright Model F, versione costruita su licenza del Wright Model B) fu un biplano sperimentale progettato da Orville Wright, costruito dalla Wright Company e fatto volare per la prima volta nel 1913. Si trattò del primo aeroplano Wright ad essere dotato di una moderna fusoliera chiusa. Venne acquistato dall'esercito statunitense in un solo esemplare.

## Storia del progetto
Il Wright Model F venne sviluppato nel 1913 in risposta a una richiesta dell'U.S. Army. Nella sua progettazione, Orville Wright si distaccò considerevolmente dall'architettura complessiva che aveva caratterizzato tutti i velivoli Wright fin dall'inizio degli anni 1900: la novità più significativa, che modificò del tutto la linea dell'aereo rispetto a quella dei suoi predecessori, fu l'introduzione di una moderna fusoliera chiusa a sezione rettangolare all'interno della quale erano alloggiati i due membri dell'equipaggio, il motore e i relativi impianti.

## Tecnica
Il Model F era un biplano monomotore biposto caratterizzato da una doppia elica azionata tramite una trasmissione a catena di bicicletta. In questo aspetto esso rappresentava un ritorno alla tradizione Wright precedente il Model E, il quale si caratterizzava invece per la singola elica mossa direttamente dal motore.

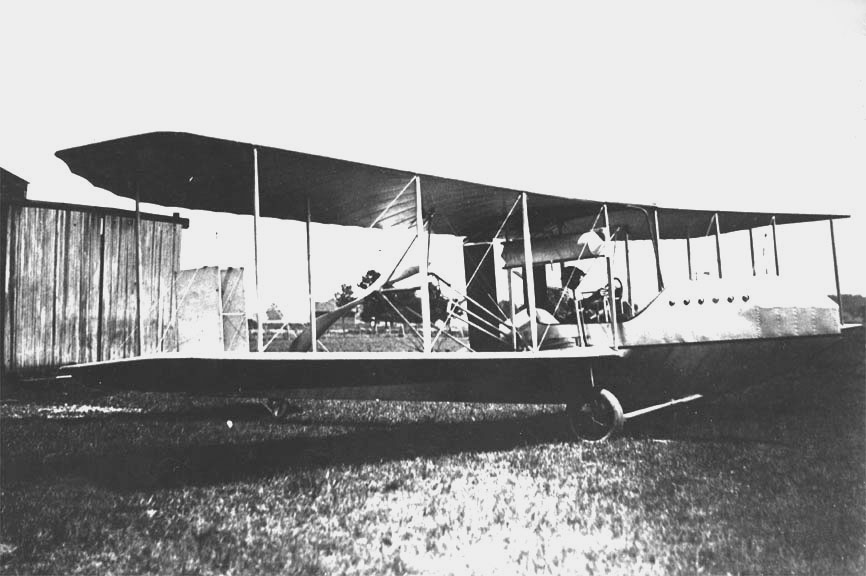
Wright Model F a terra presso la scuola di volo di Simms Station a Huffman Prairie, Dayton, Ohio.

Per tutto il resto, il Model F era un notevole passo avanti nella direzione segnata dai più moderni aerei suoi contemporanei: con questo velivolo Orville Wright abbandonava la struttura aperta e le derive anteriori (i blinkers) e introduceva una fusoliera simile allo scafo di un idrovolante (anche se l'aereo era di tipo terrestre) dalla linea filante e dalla notevole finezza aerodinamica.
In una prima versione, il Model F ospitava due piloti seduti uno davanti all'altro ("in tandem") e montava l'impennaggio orizzontale dietro il doppio impennaggio verticale, all'estremità di una trave di coda. In seguito, nella versione definitiva (ottenuta apportando delle modifiche al prototipo dopo i primi test in volo), i posti dei piloti vennero affiancati per migliorare la possibilità di comunicazione e coordinazione dell'equipaggio e il complesso stabilizzatore-equilibratore venne collocato sotto i due timoni-deriva all'estremità posteriore della fusoliera, opportunamente allungata e rastremata verso la coda dell'aereo. Gli impennaggi erano dunque di tipo piuttosto tradizionale e moderno, salvo per il fatto che il piano verticale era doppio. Il piano orizzontale era formato da due parti separate – uno stabilizzatore e un equilibratore ad esso incernierato. Il controllo del rollio era ancora affidato, come in tutti i velivoli Wright fino a quel momento, a un sistema di svergolamento alare. La versione iniziale del modello aveva le due eliche controrotanti collocate davanti alla cella alare biplana, mentre quella definitiva tornò alla configurazione spingente con le eliche dietro l'ala.
Il motore, su precisa indicazione del governo statunitense (un'indicazione la cui ragione non è del tutto chiara), era di costruzione straniera: si trattava di un Austro-Daimler austriaco in grado di sviluppare 90 cavalli vapore di potenza.
La struttura dell'aereo era lignea (con parti in frassino, abete rosso, lega metallica) e il suo rivestimento era in tessuto (cotone écru o tela gommata); la struttura era rinforzata da cavi metallici.
Il Model F aveva un carrello d'atterraggio formato da due ruote anteriori e un pattino di coda.

## Impiego operativo
Un solo esemplare del Model F raggiunse l'esercito statunitense; consegnato nel giugno 1914, ricevette la matricola S.C. 39 ("S.C." per Signal Corps, il corpo dei genieri dell'U.S. Army). Prima di venire accettato, subì un processo di collaudi che durò nove mesi; infine compì solamente sette voli prima di essere radiato dal servizio il 13 giugno 1915.

## Utilizzatori
Stati Uniti
- U.S. Army: esemplare matricola 39[1][3]